# Andrej Sjuvalov
Andrej Sjuvalov (ryska: Андрей Михайлович Шувалов), född den 8 januari 1965, är en rysk fäktare som bland annat tog OS-brons i herrarnas lagtävling i värja i samband med de olympiska fäktningstävlingarna 1992 i Barcelona.